# Midnight in Chelsea
Midnight in Chelsea is een solonummer van de Amerikaanse Bon Jovi-zanger Jon Bon Jovi. Het is de eerste single van zijn tweede soloalbum Destination Anywhere. Zoals de naam al aangeeft gaat het nummer over de Londense wijk Chelsea.
Het nummer werd een hit in Scandinavië, het Verenigd Koninkrijk, het Duitse taalgebied, en het Nederlandse taalgebied. Het haalde in de Nederlandse Top 40 de 9e positie, en in de Vlaamse Ultratop 50 de 24e positie.